# Jozefietenklooster (Melle)

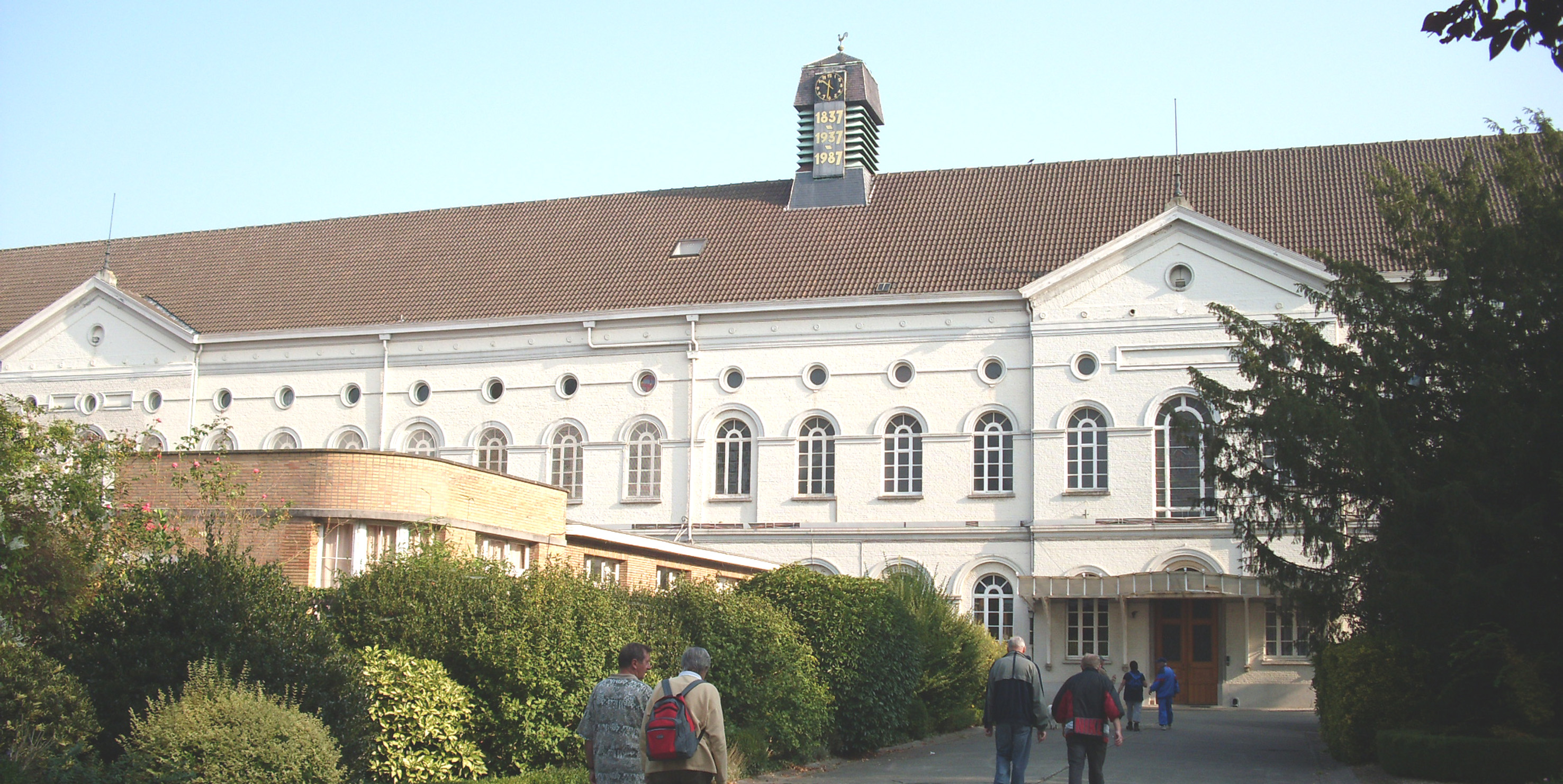
Jozefietencollege: hoofdgebouw

Het Jozefietenklooster is een voormalige priorij en klooster met bijbehorend instituut in de Oost-Vlaamse plaats Melle, gelegen aan de Brusselsesteenweg 459.

## Geschiedenis
In 1424 werd te Melle een godshuis gesticht. In 1428 werd het een klooster van de Reguliere Kanunniken van de Augustijner orde. In 1441 trad de orde toe tot de Congregatie van Windesheim. In 1578 werd het klooster, tijdens de godsdiensttwisten, verwoest. Het werd echter weer herbouwd, maar in 1784 werd het opgeheven en in 1786 openbaar verkocht. Het werd aangekocht door E. De Sauw en deze stichtte er in 1789 een kostschool. Het bleef ook onder nieuwe eigenaren een school en in 1837 werd het een college van de Jozefieten. De oude kloostergebouwen werden echter grotendeels gesloopt: in 1786 werd de kloosterkerk afgebroken en in 1793 volgde een deel van de kloostergebouwen.
Vooral in de loop van de 19e eeuw werden tal van gebouwen bijgebouwd.

## Gebouwencomplex
In de zuidvleugel van het complex zijn nog restanten uit het vroegere kloostergebouw van omstreeks 1600 te zien. Hier zou de voormalige refter zijn gesitueerd. Het gebouw werd in de 19e eeuw sterk aangepast en uitgebreid. Het aangebouwde vierkante torentje heeft in de onderbouw nog overblijfselen die wellicht teruggaan op de toren van de oorspronkelijke priorij van 1431.
Een L-vormig schoolgebouw bestond al in 1840 en bestond mogelijk al einde 18e eeuw. Het toont een classicistische stijl. In 1840, omstreeks 1875 en in 1928 werd dit gebouw aangepast. In 1850 werd een hoofdgebouw opgericht in neoclassicistische stijl, naar ontwerp van Louis Pavot. In 1856 werd in dit gebouw een kapel ingewijd, die zich op de eerste verdieping bevindt. Daarboven, op de zolder, bevond zich het handels- en industriemuseum, in een zaal die in Moorse stijl was aangekleed. Later kwam hier de natuurhistorische collectie van de school.
Omstreeks 1874 werd de school nog aanzienlijk uitgebreid.